# Der Kriminalist/Episodenliste
Diese Episodenliste enthält alle Episoden der deutschen Krimiserie Der Kriminalist, sortiert nach der Erstausstrahlung. Die Fernsehserie wurde mit dem Ausstieg des Hauptdarstellers Christian Berkel eingestellt und endete nach 109 Episoden in 15 Staffeln.

## Übersicht
| Staffel | Episodenanzahl | Erstausstrahlung   | Erstausstrahlung  |
| Staffel | Episodenanzahl | Staffelpremiere    | Staffelfinale     |
| ------- | -------------- | ------------------ | ----------------- |
| 1       | 6              | 8. Dezember 2006   | 19. Januar 2007   |
| 2       | 8              | 14. September 2007 | 25. Januar 2008   |
| 3       | 8              | 10. Oktober 2008   | 29. Mai 2009      |
| 4       | 8              | 25. September 2009 | 12. März 2010     |
| 5       | 8              | 15. Oktober 2010   | 18. März 2011     |
| 6       | 7              | 11. November 2011  | 1. Juni 2012      |
| 7       | 5              | 19. Oktober 2012   | 16. November 2012 |
| 8       | 4              | 3. Mai 2013        | 24. Mai 2013      |
| 9       | 8              | 8. November 2013   | 21. März 2014     |
| 10      | 8              | 24. Oktober 2014   | 27. März 2015     |
| 11      | 11             | 27. November 2015  | 14. Oktober 2016  |
| 12      | 10             | 21. April 2017     | 29. Dezember 2017 |
| 13      | 6              | 16. November 2018  | 28. Dezember 2018 |
| 14      | 6              | 11. Oktober 2019   | 23. November 2019 |
| 15      | 6              | 28. August 2020    | 9. Oktober 2020   |

## Staffel 1
| Nr. (ges.) | Nr. (St.) | Originaltitel     | Erstausstrahlung | Regie              | Drehbuch                      |
| --- | --------- | ----------------- | ---------------- | ------------------ | ----------------------------- |
| 1 | 1         | Am Abgrund        | 8. Dez. 2006     | Sherry Hormann     | Clemens Murath                |
| Episodenschauspieler: Fabian Hinrichs, Olivia Pascal, Rainer Strecker, Max Urlacher                                                 |           |                   |                  |                    |                               |
| 2 | 2         | Gefallene Engel   | 15. Dez. 2006    | Torsten C. Fischer | Ralf Hertwig, Kathrin Richter |
| Episodenschauspieler: Jan-Gregor Kremp, Max Riemelt, Hansa Czypionka, Anna Maria Mühe, Birge Schade                                 |           |                   |                  |                    |                               |
| 3 | 3         | Mördergroupie     | 22. Dez. 2006    | Sherry Hormann     | Ralf Hertwig, Kathrin Richter |
| Episodenschauspieler: Richy Müller, Angela Roy, Rainer Will, Hans-Jochen Wagner                                                     |           |                   |                  |                    |                               |
| 4 | 4         | Außer Kontrolle   | 5. Jan. 2007     | Torsten C. Fischer | Clemens Murath                |
| Episodenschauspieler: Hannes Hellmann, Catherine Flemming, Anna Fischer, Stephan Kampwirth                                          |           |                   |                  |                    |                               |
| 5 | 5         | Verbranntes Glück | 12. Jan. 2007    | Torsten C. Fischer | Michael Illner                |
| Episodenschauspieler: Sylvester Groth, Sergej Moya, Alexander Fehling, Martin Brambach                                              |           |                   |                  |                    |                               |
| 6 | 6         | Totgeschwiegen    | 19. Jan. 2007    | Sherry Hormann     | Gerlinde Wolf, Kerstin Cantz  |
| Episodenschauspieler: Andreas Schmidt, Sophie von Kessel, Matthias Matschke, Tonio Arango, Jytte-Merle Böhrnsen, Carmen-Maja Antoni |           |                   |                  |                    |                               |

## Staffel 2
| Nr. (ges.) | Nr. (St.) | Originaltitel     | Erstausstrahlung | Regie              | Drehbuch                           |
| --- | --------- | ----------------- | ---------------- | ------------------ | ---------------------------------- |
| 7 | 1         | Abwärts           | 14. Sep. 2007    | Thomas Jahn        | Clemens Murath                     |
| Episodenschauspieler: Wotan Wilke Möhring, Pegah Ferydoni, Diego Wallraff, Margrit Sartorius, Indira Weis            |           |                   |                  |                    |                                    |
| 8 | 2         | Dunkles Geheimnis | 12. Okt. 2007    | Thomas Jahn        | Herbert Kugler, Tom Maier          |
| Episodenschauspieler: Gesine Cukrowski, Maximilian Mauff, Klaus J. Behrendt, Tom Jahn                                |           |                   |                  |                    |                                    |
| 9 | 3         | Freier Fall       | 9. Nov. 2007     | Thomas Jahn        | Christoph Silber, Thorsten Wettcke |
| Episodenschauspieler: Johann von Bülow, Philipp Danne, Oliver Stritzel, Jürgen Rißmann, Stefanie Poljakoff           |           |                   |                  |                    |                                    |
| 10 | 4         | Ein ideales Opfer | 14. Dez. 2007    | Jobst C. Oetzmann  | Sven S. Poser                      |
| Episodenschauspieler: Katrin Sass, Christina Große, Jörg Hartmann, Alma Leiberg, Thomas Lawinky, Ernst-Georg Schwill |           |                   |                  |                    |                                    |
| 11 | 5         | Fahrt in den Tod  | 4. Jan. 2008     | Jobst C. Oetzmann  | Jochen Greve                       |
| Episodenschauspieler: Tino Mewes, Neelesha Bavora-Barthel, Peter Kurth, Pit Bukowski, Murali Perumal                 |           |                   |                  |                    |                                    |
| 12 | 6         | Vertrauenssache   | 11. Jan. 2008    | Torsten C. Fischer | Kathrin Richter                    |
| Episodenschauspieler: Helmut Berger, Floriane Daniel, Hans-Werner Meyer, Niki Greb                                   |           |                   |                  |                    |                                    |
| 13 | 7         | Schein und Sein   | 18. Jan. 2008    | Torsten C. Fischer | Michael Illner                     |
| Episodenschauspieler: Volkmar Kleinert, Franz Dinda, Lisa Kreuzer, Hans-Uwe Bauer                                    |           |                   |                  |                    |                                    |
| 14 | 8         | Unter Freunden    | 25. Jan. 2008    | Torsten C. Fischer | Clemens Murath                     |
| Episodenschauspieler: Günther Maria Halmer, Dagmar Manzel, Christian Grashof, Hartmut Becker, Christian Tasche       |           |                   |                  |                    |                                    |

## Staffel 3
| Nr. (ges.) | Nr. (St.) | Originaltitel       | Erstausstrahlung | Regie            | Drehbuch                           |
| --- | --------- | ------------------- | ---------------- | ---------------- | ---------------------------------- |
| 15 | 1         | Bluesgewehr         | 10. Okt. 2008    | Dagmar Hirtz     | Clemens Murath                     |
| Episodenschauspieler: Susanne Bormann, Teresa Harder, Jana Klinge, Heiko Senst, Eberhard Kirchberg, Victoria Deutschmann, Marie Gruber, Margarita Broich |           |                     |                  |                  |                                    |
| 16 | 2         | Eiskalter Tod       | 17. Okt. 2008    | Buddy Giovinazzo | Wolf R. Kuhl                       |
| Episodenschauspieler: Ludwig Blochberger, Annika Blendl, Leslie Malton, Hubertus Hartmann, Michael Kind, Rhon Diels, Dietrich Adam                       |           |                     |                  |                  |                                    |
| 17 | 3         | Schlaflos           | 24. Okt. 2008    | Dagmar Hirtz     | Esther Bernstorff                  |
| Episodenschauspieler: Thomas Thieme, Marie Zielcke, Katharina Schubert, Wolfram Koch, Steffen Schroeder, Cornelia Schmaus                                |           |                     |                  |                  |                                    |
| 18 | 4         | Ruhe in Frieden     | 31. Okt. 2008    | Buddy Giovinazzo | Markus Hoffmann                    |
| Episodenschauspieler: Karoline Eichhorn, Heikko Deutschmann, Michael Schenk, Boris Aljinovic, Wolfgang Packhäuser, Jannis Michel                         |           |                     |                  |                  |                                    |
| 19 | 5         | Zwischen den Welten | 8. Mai 2009      | Elmar Fischer    | Georg Lemppenau, Felix Randau      |
| Episodenschauspieler: Dominic Raacke, Detlev Buck, Jenny Schily, Omar El-Saeidi, Ivan Subay, Christian Rudolf, Elzemarieke de Vos, Stephan Grossmann     |           |                     |                  |                  |                                    |
| 20 | 6         | Zerschlagene Träume | 15. Mai 2009     | Elmar Fischer    | Herbert Kugler, Tom Maier          |
| Episodenschauspieler: Heio von Stetten, Karl Kranzkowski, Remo Schulze, Janusz Kocaj, Britta Hammelstein, Lutz Blochberger, Lucie Pohl                   |           |                     |                  |                  |                                    |
| 21 | 7         | Mauer im Kopf       | 22. Mai 2009     | Buddy Giovinazzo | Christoph Silber, Thorsten Wettcke |
| Episodenschauspieler: Florian Bartholomäi, Carina Wiese, Christian Maria Goebel, Henning Peker, Michael Pan, Dana Golombek, Manfred Richter, Karin Oehme |           |                     |                  |                  |                                    |
| 22 | 8         | Die Kronzeugin      | 29. Mai 2009     | Elmar Fischer    | Markus Stromiedel, Silke Schwella  |
| Episodenschauspieler: Bernhard Schütz, Willi Gerk, André Hennicke, Mina Tander, Hans Peter Hallwachs, Richard Sammel                                     |           |                     |                  |                  |                                    |

## Staffel 4
| Nr. (ges.) | Nr. (St.) | Originaltitel      | Erstausstrahlung | Regie             | Drehbuch                           |
| --- | --------- | ------------------ | ---------------- | ----------------- | ---------------------------------- |
| 23 | 1         | Das Geständnis     | 25. Sep. 2009    | Thomas Jahn       | Christoph Silber, Thorsten Wettcke |
| Episodenschauspieler: Max Urlacher, Pjotr Olev, Thomas Arnold, Holger Handtke                                                                 |           |                    |                  |                   |                                    |
| 24 | 2         | Der gute Samariter | 2. Okt. 2009     | Thomas Jahn       | Christoph Silber, Thorsten Wettcke |
| Episodenschauspieler: Oliver Mommsen, Carin C. Tietze, Jakob Knoblauch, Nina Schwabe, Sven Martinek, Philipp von Schulthess                   |           |                    |                  |                   |                                    |
| 25 | 3         | Spurlos            | 9. Okt. 2009     | Thomas Jahn       | Clemens Murath                     |
| Episodenschauspieler: Valerie Koch, Harald Schrott, Uwe Preuss, Julia Jäger                                                                   |           |                    |                  |                   |                                    |
| 26 | 4         | Die vierte Gewalt  | 16. Okt. 2009    | Christian Görlitz | Markus Hoffmann                    |
| Episodenschauspieler: Pierre Besson, Mariah K. Friedrich, Andreas Schmidt, Margarita Breitkreiz, Hannes Wegener, Josef Ostendorf, Anja Franke |           |                    |                  |                   |                                    |
| 27 | 5         | Amok               | 19. Feb. 2010    | Christian Görlitz | Ulf Tschauder                      |
| Episodenschauspieler: Stefan Konarske, Lea Draeger, Steffi Kühnert, Christian Redl, Oliver Breite                                             |           |                    |                  |                   |                                    |
| 28 | 6         | Getauschtes Leben  | 26. Feb. 2010    | Christian Görlitz | Esther Bernstorff                  |
| Episodenschauspieler: Susanne Lothar, Rainer Bock, Birge Schade, Andreas Patton, Hanna Schwamborn, Jonas Jägermeyr, Fritz Roth                |           |                    |                  |                   |                                    |
| 29 | 7         | Der Schatten       | 5. März 2010     | Züli Aladağ       | Lorenz Lau-Uhle                    |
| Episodenschauspieler: Alice Dwyer, Constantin von Jascheroff, Michael Rotschopf, Jörg Pose                                                    |           |                    |                  |                   |                                    |
| 30 | 8         | Tod gegen Liebe    | 12. März 2010    | Züli Aladağ       | Kathrin Richter                    |
| Episodenschauspieler: Joachim Król, Ursina Lardi, Xenia Georgia Assenza, Marie-Lou Sellem, Jonas Hain, Marlon Kittel, Oli Bigalke             |           |                    |                  |                   |                                    |

## Staffel 5
| Nr. (ges.) | Nr. (St.) | Originaltitel              | Erstausstrahlung | Regie             | Drehbuch                                        |
| --- | --------- | -------------------------- | ---------------- | ----------------- | ----------------------------------------------- |
| 31 | 1         | Schatten der Vergangenheit | 15. Okt. 2010    | Thomas Jahn       | Thomas Jahn                                     |
| Episodenschauspieler: Volker Lechtenbrink, Joachim Nimtz, Brigitte Grothum, Marc Benjamin Puch, Andreas Guenther, Margrit Sartorius, Edgar M. Böhlke, Jörg Panknin |           |                            |                  |                   |                                                 |
| 32 | 2         | Das Vogelmädchen           | 22. Okt. 2010    | Christian Görlitz | Esther Bernstorff                               |
| Episodenschauspieler: Jürgen Tarrach, Sven Pippig, Dagmar Manzel, Thorsten Merten, Lisa Hagmeister, Marie Pohl, Andrej Kaminsky                                    |           |                            |                  |                   |                                                 |
| 33 | 3         | Schuld und Sühne           | 29. Okt. 2010    | Thomas Jahn       | Markus Hoffmann, Uwe Kossmann                   |
| Episodenschauspieler: Ken Duken, Navíd Akhavan, Pegah Ferydoni, Aykut Kayacık, Jale Arıkan, Us Conradi, Michael Wiesner                                            |           |                            |                  |                   |                                                 |
| 34 | 4         | Das Verhör                 | 5. Nov. 2010     | Thomas Jahn       | Thomas Jahn                                     |
| Episodenschauspieler: Joachim Król, Friederike Kempter, Lea Eisleb, Anja Beatrice Kaul, Philip Bender                                                              |           |                            |                  |                   |                                                 |
| 35 | 5         | Zwischen den Fronten       | 25. Feb. 2011    | Christian Görlitz | Clemens Murath                                  |
| Episodenschauspieler: André Hennicke, Nhi Ngoc Nguyen-Hermann, Aaron Le, Maverick Quek, Soogi Kang, Dang Ngoc Long, Paul Maaß, Isabel Bongard, Hüseyin Ekici       |           |                            |                  |                   |                                                 |
| 36 | 6         | Dierhagens Vermächtnis     | 4. März 2011     | Christian Görlitz | Ulf Tschauder                                   |
| Episodenschauspieler: Jan-Gregor Kremp, Hendrik Duryn, Julia Brendler, Thomas Schendel, Maria Hartmann, Lenn Kudrjawizki                                           |           |                            |                  |                   |                                                 |
| 37 | 7         | Tod eines Begleiters       | 11. März 2011    | Züli Aladağ       | Lorenz Lau-Uhle                                 |
| Episodenschauspieler: Sonja Kirchberger, Johann von Bülow, Minh-Khai Phan-Thi, Sibylle Canonica, Feo Aladag, Carlo Ljubek, Daniel Roth                             |           |                            |                  |                   |                                                 |
| 38 | 8         | Abgetaucht                 | 18. März 2011    | Züli Aladağ       | Christoph Silber, Thorsten Wettcke, Züli Aladag |
| Episodenschauspieler: Edgar Selge, Barbara Philipp, Rolf Kanies, Dorka Gryllus, Ulas Kilic, Susanne Hoss, Hans Peter Hallwachs, Christian Koerner                  |           |                            |                  |                   |                                                 |

## Staffel 6
| Nr. (ges.) | Nr. (St.) | Originaltitel           | Erstausstrahlung | Regie             | Drehbuch                           |
| --- | --------- | ----------------------- | ---------------- | ----------------- | ---------------------------------- |
| 39 | 1         | Unter Druck             | 11. Nov. 2011    | Hannu Salonen     | Thorsten Wettcke, Christoph Silber |
| Episodenschauspieler: Sebastian Hülk, Florian Bartholomäi, Dietmar Mues, Andreas Hofer, Marie Gruber, Thelma Buabeng, Steffen Schroeder                                    |           |                         |                  |                   |                                    |
| 40 | 2         | Der Beschützer          | 18. Nov. 2011    | Hannu Salonen     | Lorenz Lau-Uhle                    |
| Episodenschauspieler: Devid Striesow, Karolina Lodyga, Vladimir Burlakov, Godehard Giese, Torsten Michaelis, Katharina Rivilis, Konstantin Frolov, Rainer Reiners          |           |                         |                  |                   |                                    |
| 41 | 3         | Grüße von Johnny Silver | 25. Nov. 2011    | Hannu Salonen     | Clemens Murath                     |
| Episodenschauspieler: Fabian Busch, Ellenie Salvo González, Volkmar Kleinert, Anian Zollner, Claudia Mehnert, Judith Hoersch, Christian Kuchenbuch, Alexander Hörbe        |           |                         |                  |                   |                                    |
| 42 | 4         | Sucht                   | 2. Dez. 2011     | Filippos Tsitos   | Clemens Murath                     |
| Episodenschauspieler: Sandra Hüller, Anjorka Strechel, Carina Wiese, Bernd Stegemann, Neil Malik Abdullah, Lutz Blochberger, Cedric Eich, Sonja Hilberger, Herbert Olschok |           |                         |                  |                   |                                    |
| 43 | 5         | Schamlos                | 18. Mai 2012     | Filippos Tsitos   | Daniel Douglas Wissmann            |
| Episodenschauspieler: Ingo Naujoks, Jimi Blue Ochsenknecht, Jörg Pose, Jenny Elvers-Elbertzhagen, Caroline Redl, Patrick Winczewski, Maria Käser                           |           |                         |                  |                   |                                    |
| 44 | 6         | Magdalena               | 25. Mai 2012     | Christian Görlitz | Ulf Tschauder                      |
| Episodenschauspieler: Ute Willing, Lena Dörrie, Leonard Carow, Stephan Bissmeier, Tina Engel, Julia Friede, Patrick Heyn                                                   |           |                         |                  |                   |                                    |
| 45 | 7         | Ohnmacht                | 1. Juni 2012     | Christian Görlitz | Marija Erceg                       |
| Episodenschauspieler: Melika Foroutan, Andreas Pietschmann, Alexander Beyer, Karin Hanczewski, Max Boekhoff, René Schoenenberger, Dominique Chiout                         |           |                         |                  |                   |                                    |

## Staffel 7
| Nr. (ges.) | Nr. (St.) | Originaltitel      | Erstausstrahlung | Regie             | Drehbuch                          |
| --- | --------- | ------------------ | ---------------- | ----------------- | --------------------------------- |
| 46 | 1         | Des Königs Schwert | 19. Okt. 2012    | Hannu Salonen     | Hannu Salonen                     |
| Episodenschauspieler: Suzanne von Borsody, Jürgen Schornagel, Carla Juri, Emilio De Marchi, Bernhard Leute, Rainer Reiners, Thomas Bestvater      |           |                    |                  |                   |                                   |
| 47 | 2         | Schumanns Fehler   | 26. Okt. 2012    | Christian Görlitz | Daniel Douglas Wissmann           |
| Episodenschauspieler: Lavinia Wilson, Marian Meder, Monika Lennartz, Peter Benedict, Alexandra Finder, Matthias Faust, Marie Burchard, Mike Adler |           |                    |                  |                   |                                   |
| 48 | 3         | Blaues Blut        | 2. Nov. 2012     | Christian Görlitz | Lorenz Lau-Uhle                   |
| Episodenschauspieler: Markus Hering, Leonie Benesch, Shenja Lacher, Noémi Besedes, Björn Bugri, Antonia Gerke                                     |           |                    |                  |                   |                                   |
| 49 | 4         | Todgeweiht         | 9. Nov. 2012     | Hannu Salonen     | Khyana el Bitar, Matthias Keilich |
| Episodenschauspieler: Barbara Philipp, David Rott, Hassan Akkouch, Matthias Dittmer, Raphaël Vogt, Axel Wandtke                                   |           |                    |                  |                   |                                   |
| 50 | 5         | Lebenslänglich     | 16. Nov. 2012    | Christian Görlitz | Markus Hoffmann, Uwe Kossmann     |
| Episodenschauspieler: Sandra Borgmann, Arnd Klawitter, Axel Schreiber, Rainer Sellien, Stephan Baumecker, Corinna Breite                          |           |                    |                  |                   |                                   |

## Staffel 8
| Nr. (ges.) | Nr. (St.) | Originaltitel     | Erstausstrahlung | Regie             | Drehbuch                       |
| --- | --------- | ----------------- | ---------------- | ----------------- | ------------------------------ |
| 51 | 1         | Dolly 2.0         | 3. Mai 2013      | Christian Görlitz | Frank Koopmann, Jeanet Pfitzer |
| Episodenschauspieler: Jasna Fritzi Bauer, Florian Martens, Judith Engel, Carmen Birk, Barbara Prakopenka, Ole Fischer, Samia Muriel Chancrin                                    |           |                   |                  |                   |                                |
| 52 | 2         | Der Sobottka-Clan | 10. Mai 2013     | Hannu Salonen     | Ulf Tschauder                  |
| Episodenschauspieler: Katrin Sass, Max Hopp, Carolyn Genzkow, Tino Mewes, Jens Münchow, Christian Beermann, Nora Hütz, Rebecca Rudolph, Christof Düro                           |           |                   |                  |                   |                                |
| 53 | 3         | Nacht am See      | 17. Mai 2013     | Christian Görlitz | Christoph Darnstädt            |
| Episodenschauspieler: Max Gertsch, Nina Kronjäger, Urs Fabian Winiger, Michael A. Grimm, Alma Leiberg, Olga Nasfeter, Victoria Fleer, Kristin Meyer                             |           |                   |                  |                   |                                |
| 54 | 4         | Vergeltung        | 24. Mai 2013     | Christian Görlitz | Clemens Murath                 |
| Episodenschauspieler: Sylvester Groth, Thomas Heinze, Luc Feit, Max Kidd, Trystan W. Pütter, Michael Baral, Daniel Aichinger, Thomas Lawinky, Kerstin Reimann, Kai-Peter Gläser |           |                   |                  |                   |                                |

## Staffel 9
| Nr. (ges.) | Nr. (St.) | Originaltitel             | Erstausstrahlung | Regie             | Drehbuch                       |
| --- | --------- | ------------------------- | ---------------- | ----------------- | ------------------------------ |
| 55 | 1         | Der Puppenspieler         | 8. Nov. 2013     | Christian Görlitz | Astrid Paprotta                |
| Episodenschauspieler: Fritzi Haberlandt, Karl Alexander Seidel, Winnie Böwe, Michael Rast, Hannes Wegener, Axel Buchholz, Katarina Gaub, Nikola Kastner, Tobias Schulze  |           |                           |                  |                   |                                |
| 56 | 2         | Bettelflug                | 22. Nov. 2013    | Christian Görlitz | Marija Erceg                   |
| Episodenschauspieler: Ursula Werner, Jonas Nay, Elzemarieke de Vos, Erdal Yıldız, Heikko Deutschmann, Christopher Reinhardt, Friederike Wagner, İsmail Şahin             |           |                           |                  |                   |                                |
| 57 | 3         | Zwei Welten               | 29. Nov. 2013    | Filippos Tsitos   | Ulf Tschauder                  |
| Episodenschauspieler: Jule Böwe, Andreas Lust, Anett Heilfort, Tim Morten Uhlenbrock, Bella Bading, Matthias Ziesing, Rico Höft                                          |           |                           |                  |                   |                                |
| 58 | 4         | Auf Sand gebaut           | 14. Feb. 2014    | Filippos Tsitos   | Lorenz Lau-Uhle                |
| Episodenschauspieler: Max Herbrechter, Chiara Schoras, Rüdiger Klink, Eva Meckbach, Tim Kalkhof, Andreas Nickl, Daniel Fripan, Sebastian Nakajew                         |           |                           |                  |                   |                                |
| 59 | 5         | Die barfüßige Prinzessin  | 21. Feb. 2014    | Filippos Tsitos   | Khyana el Bitar                |
| Episodenschauspieler: Mechthild Großmann, Dirk Borchardt, Fabio Seyding, Ulrike Krumbiegel, Matthias Matschke, Nadine Wrietz, Adrian Moore, Luise Helm, Jennipher Antoni |           |                           |                  |                   |                                |
| 60 | 6         | Rex Solus                 | 7. März 2014     | Stephan Rick      | Schreibkombinat Kurt Klinke    |
| Episodenschauspieler: Rainer Bock, Wolfram Koch, Dorka Gryllus, Clayton M. Nemrow, Naomi Krauss, Carol Schuler, Thaddäus Meilinger, Eskindir Tesfay                      |           |                           |                  |                   |                                |
| 61 | 7         | Tod im Paradies           | 14. März 2014    | Christian Görlitz | Jeanet Pfitzer, Frank Koopmann |
| Episodenschauspieler: Tanja Wedhorn, Bibiana Beglau, Robert Gallinowski, Felix von Manteuffel, Gerdy Zint, Sven Gerhardt, Juta Vanaga, Christoph Grunert                 |           |                           |                  |                   |                                |
| 62 | 8         | Das Liebste, was ich habe | 21. März 2014    | Stephan Rick      | Gregor Edelmann                |
| Episodenschauspieler:Daniel Lommatzsch, Jule Ronstedt, Leonard Carow, Helen Woigk, Lukas Steltner, Uwe Preuss, Konstantin Frolov, Janosch Lencer                         |           |                           |                  |                   |                                |

## Staffel 10
| Nr. (ges.) | Nr. (St.) | Originaltitel          | Erstausstrahlung | Regie             | Drehbuch                           |
| --- | --------- | ---------------------- | ---------------- | ----------------- | ---------------------------------- |
| 63 | 1         | Checker Kreuzkölln     | 24. Okt. 2014    | Christian Görlitz | Frank Koopmann, Jeanet Pfitzer     |
| Episodenschauspieler: Franziska Petri, Jella Haase, Anatole Taubman, Almila Bagriacik, Julia Blankenburg, Timo Jacobs, Tamer Arslan, Thomas Wingrich                 |           |                        |                  |                   |                                    |
| 64 | 2         | Der letzte Flug        | 31. Okt. 2014    | Filippos Tsitos   | Khyana el Bitar                    |
| Episodenschauspieler: Andreas Patton, Michael Roll, Elvis Clausen, Mirya Kalmuth                                                                                     |           |                        |                  |                   |                                    |
| 65 | 3         | Verlorenes Glück       | 7. Nov. 2014     | Christian Görlitz | Edeltraud Rabitzer                 |
| Episodenschauspieler: Eva Löbau, Simon Schwarz, Andreas Döhler, Anka Baier, Steve Windolf, Britta Thie                                                               |           |                        |                  |                   |                                    |
| 66 | 4         | Ums Leben betrogen     | 14. Nov. 2014    | Christian Görlitz | Gregor Edelmann                    |
| Episodenschauspieler: Lisa Martinek, Martin Feifel, Annika Kuhl, Aleksandar Jovanovic, Milan Andreew, Sanam Afrashteh                                                |           |                        |                  |                   |                                    |
| 67 | 5         | Der Spieler            | 6. März 2015     | Filippos Tsitos   | Christoph Busche                   |
| Episodenschauspieler: Robert Palfrader, Luise Heyer, Dieter Landuris, Christina Große, Dimitrios Kaitanidis, Tim Wilde, Sebastian Hülk, Maggy Domschke, Mehmet Kucak |           |                        |                  |                   |                                    |
| 68 | 6         | Kleine Schritte        | 13. März 2015    | Thomas Roth       | Jörg Tensing                       |
| Episodenschauspieler: Sophie Rois, Michelle Barthel, Petra Zieser, Julius Feldmeier, Hauke Diekamp, Anne Müller, Johanna Klante, Michaela Caspar, Johannes Hitzblech |           |                        |                  |                   |                                    |
| 69 | 7         | Treu bis in den Tod    | 20. März 2015    | Filippos Tsitos   | Christoph Busche                   |
| Episodenschauspieler: Michael Kind, Lena Stolze, Lucas Gregorowicz                                                                                                   |           |                        |                  |                   |                                    |
| 70 | 8         | Die Unschuld der Engel | 27. März 2015    | Thomas Roth       | Michael Comtesse, Joern Gronenfels |
| Episodenschauspieler: Johannes Allmayer, Renate Krößner, Paula Schramm, Eric Bouwer                                                                                  |           |                        |                  |                   |                                    |

## Staffel 11
| Nr. (ges.) | Nr. (St.) | Originaltitel                 | Erstausstrahlung | Regie             | Drehbuch                        |
| --- | --------- | ----------------------------- | ---------------- | ----------------- | ------------------------------- |
| 71 | 1         | Der Andere                    | 27. Nov. 2015    | Christian Görlitz | Astrid Paprotta                 |
| Episodenschauspieler: Stephan Kampwirth, Sebastian Weber, Flora Li Thiemann, Simon Licht, Sammy Scheuritzel, Niklas Kohrt, Kathrin Wehlisch, Claudia Geisler-Bading, Isabell Brenner, Lutz Blochberger, Rike Schäffer |           |                               |                  |                   |                                 |
| 72 | 2         | Im Namen des Vaters           | 4. Dez. 2015     | Christian Görlitz | Frank Koopmann, Jeanet Pfitzer  |
| Episodenschauspieler: Peter Kurth, Samy Abdel Fattah, Niels Bruno Schmidt, Inga Birkenfeld, Thomas Neumann, Şiir Eloğlu, Tobias Schröder                                                                              |           |                               |                  |                   |                                 |
| 73 | 3         | Die Liebeslehrerin            | 11. Dez. 2015    | Christian Görlitz | Lorenz Lau-Uhle                 |
| Episodenschauspieler: Thomas Limpinsel, Marko Dyrlich, Anna Grisebach, Alexander Hörbe, Anton Spieker, Rike Eckermann, Christina Athenstädt, Maja Lehrer                                                              |           |                               |                  |                   |                                 |
| 74 | 4         | Der Hacker                    | 18. Dez. 2015    | Christian Görlitz | Christoph Busche                |
| Episodenschauspieler: Alexander Beyer, Holger Handtke, Julika Jenkins, Katharina Schlothauer, Mathias Herrmann, Kerem Can, Matthias Rheinheimer                                                                       |           |                               |                  |                   |                                 |
| 75 | 5         | Asche zu Asche                | 2. Sep. 2016     | Filippos Tsitos   | Jens Urban                      |
| Episodenschauspieler: Thomas Scharff, Heike Hanold-Lynch, Torsten Michaelis |           |                               |                  |                   |                                 |
| 76 | 6         | Ihr letzter Hit               | 9. Sep. 2016     | Stephan Lacant    | Daniel Schwarz, Thomas Schwebel |
| Episodenschauspieler: Justus Johanssen |           |                               |                  |                   |                                 |
| 77 | 7         | Die Mensch-Maschine           | 16. Sep. 2016    | Stephan Lacant    | Frank Koopmann, Jeanet Pfitzer  |
| Episodenschauspieler: Birge Schade, Hans-Martin Stier, Sophie Pfennigstorf |           |                               |                  |                   |                                 |
| 78 | 8         | Luna ist tot                  | 23. Sep. 2016    | Filippos Tsitos   | Georg Heinzen                   |
| Episodenschauspieler: Hary Prinz, Henrike van Kuick, Peter Schneider, Hans-Uwe Bauer, Denise Rech, Lisa Marie Janke, Judith Steinhäuser, Hans Klima                                                                   |           |                               |                  |                   |                                 |
| 79 | 9         | Der Kämpfer                   | 30. Sep. 2016    | Filippos Tsitos   | Christoph Busche                |
| Episodenschauspieler:Maria Simon, Sascha Alexander Gersak, Ali Orcan, Anton Hansen, Markus Beyer, Uli Krohm, Li Yuan, Benito Neves, Marwan Mohammed Ali, Khader Issa                                                  |           |                               |                  |                   |                                 |
| 80 | 10        | Rabenmutter                   | 7. Okt. 2016     | Filippos Tsitos   | Poppy Bernstein                 |
| Episodenschauspieler: Dela Dabulamanzi, Tobias Oertel, Frank Auerbach, Annika Blendl, Nadja Engel, Carlotta von Falkenhayn, Franz Himmelreich, Henriette Müller, Mickey Hardt                                         |           |                               |                  |                   |                                 |
| 81 | 11        | Die zwei Tode des Igor Dovgal | 14. Okt. 2016    | Filippos Tsitos   | Michael Comtesse                |
| Episodenschauspieler: Peter Benedict, Natalia Bobyleva, Tamer Yiğit, Adam Markiewicz, Luise Wolfram, Furkan Akdag, David Kuznetsov, Irina Wrona, Alexander Rasch                                                      |           |                               |                  |                   |                                 |

## Staffel 12
| Nr. (ges.) | Nr. (St.) | Originaltitel            | Erstausstrahlung | Regie             | Drehbuch                                           |
| --- | --------- | ------------------------ | ---------------- | ----------------- | -------------------------------------------------- |
| 82 | 1         | Der verlorene Sohn       | 21. Apr. 2017    | Christian Görlitz | Frank Koopmann, Jeanet Pfitzer                     |
| Episodenschauspieler: Jürgen Tarrach, Marina Weis, David Schütter, Xaver Hutter, Lucas Reiber |           |                          |                  |                   |                                                    |
| 83 | 2         | Claire                   | 28. Apr. 2017    | Christian Görlitz | Jörg Tensing, Sabine Radebold, Tobias Stille       |
| Episodenschauspieler: Anna Brüggemann, Lina Wendel, Felix Kramer, Thorsten Merten, Ngoc Dieu Han Nguyen |           |                          |                  |                   |                                                    |
| 84 | 3         | Hochrisiko               | 5. Mai 2017      | Theresa von Eltz  | Stephan Falk                                       |
| Episodenschauspieler: Vicky Krieps, Elisabeth Umlauft, Anna Schimrigk, Cathérine Seifert, Merlin Rose, Emilia Pieske, Marie Gruber, Golo Euler, Tilla Kratochwil, Andy Gätjen, Barbara Sotelsek, Ludwig Simon, Ilja Bultmann, Luc Feit, Karla Nina Diedrich |           |                          |                  |                   |                                                    |
| 85 | 4         | Mutter des Sturms        | 12. Mai 2017     | Christian Görlitz | Michael Comtesse                                   |
| Episodenschauspieler: Almila Bagriacik, Christian Kuchenbuch, Petra Kleinert, Johanna Werner, Helena Siegmund-Schultze |           |                          |                  |                   |                                                    |
| 86 | 5         | Schattenmädchen          | 19. Mai 2017     | Theresa von Eltz  | Martin Maurer, Stefan Kuhlmann, Florian Gottschick |
| Episodenschauspieler: Cleo von Adelsheim, Harald Schrott, Ronald Kukulies, Effi Rabsilber, Rick Okon |           |                          |                  |                   |                                                    |
| 87 | 6         | Esthers Geheimnis (1)    | 24. Nov. 2017    | Theresa von Eltz  | Florian Schumacher, Jan Cronauer                   |
| Episodenschauspieler: Dirk Borchardt, Barbara Philipp, Alex Brendemühl, Rolf Kanies |           |                          |                  |                   |                                                    |
| 88 | 7         | Esthers Geheimnis (2)    | 1. Dez. 2017     | Theresa von Eltz  | Florian Schumacher, Jan Cronauer                   |
| Episodenschauspieler: Dirk Borchardt, Barbara Philipp, Alex Brendemühl, Rolf Kanies |           |                          |                  |                   |                                                    |
| 89 | 8         | Der Krieger              | 8. Dez. 2017     | Theresa von Eltz  | Jan Cronauer                                       |
| Episodenschauspieler: Ben Becker, Stephanie Amarell, Vinzenz Petersen, Christian Schmidt |           |                          |                  |                   |                                                    |
| 90 | 9         | Totentanz                | 22. Dez. 2017    | Filippos Tsitos   | Christoph Busche                                   |
| Episodenschauspieler: Götz Schubert, Sylvana Krappatsch, Michael Ihnow, Oli Bigalke |           |                          |                  |                   |                                                    |
| 91 | 10        | Die offene Tür (90 Min.) | 29. Dez. 2017    | Züli Aladağ       | Christoph Darnstädt                                |
| Episodenschauspieler: Ulrich Noethen, Leonard Kunz, Henriette Müller, André M. Hennicke, Tamer Yigit, Sammy Scheuritzel, Orhan Kiliç, Khader Issa, Rauand Taleb, Bill Becker, Lili Zahavi, Alireza Bayram, Ernest Allan Hausmann, Derya Cesur               |           |                          |                  |                   |                                                    |

## Staffel 13
| Nr. (ges.) | Nr. (St.) | Originaltitel      | Erstausstrahlung | Regie             | Drehbuch           |
| --- | --------- | ------------------ | ---------------- | ----------------- | ------------------ |
| 92 | 1         | Grenzgang          | 16. Nov. 2018    | Christian Görlitz | Dirk Morgenstern   |
| Episodenschauspieler: Julia Hartmann, Jele Brückner, Reza Brojerdi, Johannes Hitzblech, Mandana Mansouri, Saron Degineh, Andreas Hofer, Susanne Sachsse, Heiner Hardt                                    |           |                    |                  |                   |                    |
| 93 | 2         | Pick-up-Artist     | 23. Nov. 2018    | Grzegorz Muskala  | Lorenz Lau-Uhle    |
| Episodenschauspieler: Sebastian Hülk, Pauline Knof, Henrike von Kuick, Lilli Meinhardt, Hildegard Schroedter, Moritz Ross, Bernhard Conrad, Sebastian Fräsdorf, Amrei Haardt                             |           |                    |                  |                   |                    |
| 94 | 3         | Zuhause            | 30. Nov. 2018    | Grzegorz Muskala  | Bernd Lange        |
| Episodenschauspieler: Sebastian Rudolph, Katja Bürkle, Thomas Arnold, Paulina Walendziak |           |                    |                  |                   |                    |
| 95 | 4         | Schatten der Nacht | 7. Dez. 2018     | Filippos Tsitos   | Dirk Morgenstern   |
| Episodenschauspieler: Kathrin Angerer, Bernhard Schütz, Mark Filatov, Johannes Klaußner |           |                    |                  |                   |                    |
| 96 | 5         | Kleiner Bruder     | 14. Dez. 2018    | Züli Aladağ       | Florian Schumacher |
| Episodenschauspieler: Jeanette Hain, Juergen Maurer, Tatja Seibt, Paul Triller |           |                    |                  |                   |                    |
| 97 | 6         | Fenster zum Hof    | 28. Dez. 2018    | Züli Aladağ       | Florian Gottschick |
| Episodenschauspieler: Anne Ratte-Polle, Nicki von Tempelhoff, Lena Urzendowsky, Kristin Suckow, Katja Weilandt, Michael Sideris, Sylvain Mabe, Mohamed Issa, Tunji Imevbore, Matthias Matz, Fabian Stumm |           |                    |                  |                   |                    |

## Staffel 14
| Nr. (ges.)                                                                                              | Nr. (St.) | Originaltitel           | Erstausstrahlung | Regie             | Drehbuch                       |
| --- | --------- | ----------------------- | ---------------- | ----------------- | ------------------------------ |
| 98 | 1         | Gefährliche Liebschaft  | 11. Okt. 2019    | Züli Aladag       | Jan Cronauer                   |
| Episodenschauspieler: Julia Koschitz, Erdal Yildiz, Steffen C. Jürgens, Muriel Wimmer                   |           |                         |                  |                   |                                |
| 99 | 2         | Crash Extreme           | 18. Okt. 2019    | Filippos Zitos    | Jan Cronauer, Krystof Zlatnik  |
| Episodenschauspieler: Marie Rosa Tietjen, Martin Lindow, Picco von Groote, Annette Mayer                |           |                         |                  |                   |                                |
| 100 | 3         | Der Fall Bruno Schumann | 25. Okt. 2019    | Filippos Tsitos   | Jeanet Pfitzer, Frank Koopmann |
| Episodenschauspieler: Nina Kronjäger, Bernhard Schir, Regula Grauwiller, Proschat Madani, Alberto Ruano |           |                         |                  |                   |                                |
| 101 | 4         | Scherbentod             | 2. Nov. 2019     | Christian Görlitz | Karlotta Ehrenberg             |
| Episodenschauspieler: Paula Hartmann, Luise Helm, Axel Wandtke, Wieslawa Wesolowska                     |           |                         |                  |                   |                                |
| 102 | 5         | Die Richterin           | 16. Nov. 2019    | Filippos Tsitos   | Christoph Busche               |
| Episodenschauspieler: Samia Chancrin, Matthias Reichwald, Antonio di Mauro                              |           |                         |                  |                   |                                |
| 103 | 6         | Unsterblich             | 23. Nov. 2019    | Christian Görlitz | Eva Strasser, Ansgar Vogt      |
| Episodenschauspieler: Bettina Mittendorfer, Josef Ostendorf, Carolyn Genzkow                            |           |                         |                  |                   |                                |

## Staffel 15
| Nr. (ges.) | Nr. (St.) | Originaltitel                      | Erstausstrahlung | Regie           | Drehbuch                       |
| --- | --------- | ---------------------------------- | ---------------- | --------------- | ------------------------------ |
| 104 | 1         | Das Böse in uns                    | 28. Aug. 2020    | Filippos Zitos  | Stefanie Veith                 |
| Episodenschauspieler: Eva Meckbach, Hanns Zischler, Anne Cathrin Buhtz, Milena Dreißig, Patrick Heyn, Marco Hofschneider, Mathias Junge, Till Patz, Michael Schweighöfer                                      |           |                                    |                  |                 |                                |
| 105 | 2         | Wider das Vergessen                | 4. Sep. 2020     | Filippos Zitos  | Jeanet Pfitzer, Frank Koopmann |
| Episodenschauspieler: Victoria Trauttmansdorff, Franziska Walser, Thomas Neumann, Jan Krauter, Stefan Rudolf, Jens Weisser, Tom Sommerlatte                                                                   |           |                                    |                  |                 |                                |
| 106 | 3         | Wir haben es nicht besser verdient | 11. Sep. 2020    | Thomas Roth     | Jan Cronauer, Krystof Zlatnik  |
| Episodenschauspieler: Devrim Lingnau, Matti Schmidt-Schaller, Emilie Neumeister, Andreas Warmbrunn, Luise Hart, Paul Lux, Christian Kerepeszki, Manuel Mairhofer, Carina Wiese, Andreas Anke, Susann Uplegger |           |                                    |                  |                 |                                |
| 107 | 4         | Horrorclown                        | 25. Sep. 2020    | Filippos Tsitos | Lukas Schepp                   |
| Episodenschauspieler: Stefanie Schmid, Michele Oliveri, Holger Daemgen, Max Mauff, Finn Fiebig, Valentino Fortuzzi, Clara Sonntag, Jean Denis Römer                                                           |           |                                    |                  |                 |                                |
| 108 | 5         | Roter Schatten                     | 2. Okt. 2020     | Thomas Roth     | Dirk Morgenstern               |
| Episodenschauspieler: Dörte Lyssewski, Sven Schelker, Pjotr Olev, Nicolas Fethi Türksever, Johannes Suhm, Eduard Burza, Meral Perin, Orhan Güner                                                              |           |                                    |                  |                 |                                |
| 109 | 6         | Freunde von früher                 | 9. Okt. 2020     | Thomas Roth     | Bernd Lange                    |
| Episodenschauspieler: Hannes Jaenicke, August Zirner, Alexander Hörbe, Hilmi Sözer, Katrin Bühring, Daniel Krauss, Ole Fischer                                                                                |           |                                    |                  |                 |                                |